# Rough (album)
Pour les articles homonymes, voir Rough.
Albums de Tina Turner
Acid Queen
(1975) Love Explosion
(1979)
Singles
1. Viva La Money
Sortie : 1978
2. Root, Toot Undisputable Rock 'n Roller
Sortie : 1978
3. Sometimes When We Touch
Sortie : avril 1979
4. Fruits of the Night
Sortie : 1979

Rough est le troisième album studio solo de Tina Turner. Il est paru en septembre 1978 sur les labels United Artists Records aux États-Unis, EMI au Royaume-Uni et Ariola Records en Allemagne.

## Historique
Rough est le premier album solo de Tina Turner après sa séparation d'avec son mari Ike Turner en 1976. Ses deux premiers albums solo (Tina Turns the Country On! en 1974 et Acid Queen en 1975) ont été enregistrés alors qu'elle était encore mariée à Ike Turner et donc membre du groupe Ike & Tina Turner. Rough serait le premier album auquel Ike Turner n'a pas été associé. La procédure de divorce entre les époux Turner pris finalement fin en 1978, l'année de la sortie de Rough, et a laissé Tina sans le sou mais avec le droit de continuer à utiliser son nom de scène Tina Turner.
L'album est composé de chansons rock, au lieu des titres soul, blues et R&B qu'elle chantait généralement au sein du duo Ike & Tina Turner. L'album ayant été enregistré en pleine ère disco, il comporte également les influences de ce genre musical. Ainsi, le morceau d'ouverture, Fruits of the Night a été coécrit par Pete Bellotte, collaborateur de longue date de Giorgio Moroder. 
Turner a également inclus Fire Down Below, un titre de Bob Seger, qui a ensuite été repris par Bette Midler pour le film The Rose en 1979. L'album comprend aussi une reprise de The Bitch Is Back d'Elton John, qu'elle réenregistrera en 1991 pour l'album hommage Two Rooms: Celebrating the Songs of Elton John & Bernie Taupin.
L'album Rough avec ses quatre singles, Viva La Money, Sometimes When We Touch - une reprise de la ballade de Dan Hill -, Root, Toot Undisputable Rock 'n Roller et Fruits of the Night (sortie en Italie), eurent tous peu de succès dans les charts et l'album ne reçu aucune certification. 
Tout comme Acid Queen, l'album précédent, Rough était une indication de la direction que Tina Turner a voulu donner à sa musique, combinant le rock avec des éléments de pop et de R&B.
L'album a été réédité sur CD par EMI au début des années 1990.

## Liste des titres
| No  | Titre                                  | Auteur                                | Durée |
| --- | -------------------------------------- | ------------------------------------- | ----- |
| 1.  | Fruits of the Night                    | Edo Zanki, Vilko Zanki, Pete Bellotte | 4:05  |
| 2.  | The Bitch is Back (en)                 | Elton John, Bernie Taupin             | 3:30  |
| 3.  | The Woman I'm Supposed to Be           | Cliff Wade                            | 3:10  |
| 4.  | Viva La Money                          | Allen Toussaint                       | 3:14  |
| 5.  | Funny How Time Slips Away              | Willie Nelson                         | 4:08  |
| 6.  | Earthquake & Hurricane                 | Willie Dixon                          | 2:30  |
| 7.  | Root, Toot Undisputable Rock 'n Roller | George Jackson                        | 4:29  |
| 8.  | Fire Down Below                        | Bob Seger                             | 3:13  |
| 9.  | Sometimes When We Touch                | Dan Hill, Barry Mann                  | 3:54  |
| 10. | A Woman In a Man's World               | Archie Jordan, Hal David              | 2:41  |
| 11. | Night Time Is the Right Time           | Leroy Carr                            | 6:21  |

## Personnel
Selon le livret inclut avec l'album :
- Tina Turner ; Chant, chœurs
- Al Ciner : Guitare acoustique
- Lenny Macaluso : Guitare électrique
- Dennis Belfield :Basse
- Billy Haynes : Basse
- Ken Moore : Piano, chœurs
- William "Smitty" Smith : Orgue Hammond
- Ron Stockert : Synthétiseur, clavinet
- Michael Boddicker : Synthétiseur
- Bill Oz : Harmonica
- Jeff "Dino" Deane : Cuivres
- Dennis Farias : Cuivres
- The L.A. Horns : Cuivres
- Rick Kellis : Cuivres, saxophone, arrangements des cuivres et des cordes
- The Gerald Lee String Company : Cordes
- Denise Echols, Venetta Fields, Maxayn Lewis, Deborah Lindsey, Mary Russell, Stephanie Spruill, Michael Stephenson, Marsha Thacker, Julia Tillman Waters, Tony Walthers : Chœurs
- Bill Oz : Harmonica
- Peter Bunetta : Batterie
- Ed Greene : Batterie
- Airto Moreira : Percussions